# سهره زمینی کوچک
سهره زمینی کوچک (نام علمی: Geospiza fuliginosa) نام یک گونه از سرده سهره‌های زمینی است.